# Kinge Bouma
Kinge Bouma (26 oktober 1978) is een Nederlands softballer.
Bouma, een rechtshandige achtervanger die zowel links- als rechtshandig slaat (switch), kwam uit in de hoofdklasse in het eerste damesteam van de Terrasvogels uit Santpoort, Computer SOS TTT, de Twins uit Oosterhout en de Sparks uit Haarlem. Ze was tevens lid van het Nederlands damessoftbalteam.
Ze begon met softbal op achtjarige leeftijd bij de vereniging Kinheim in Haarlem en begon met tien jaar als achtervanger, een positie waarop zij jarenlang succesvol zou spelen. In 1995 bereikte ze het eerste team van Kinheim en werd ook geselecteerd voor het nationale jeugdteam waar ze opgesteld stond als eerste honkvrouw en buitenvelder. Met dit team behaalde ze het Europese kampioenschap in 1996.
In 1996 ging ze spelen voor de Terrasvogels als achtervanger. Met deze club behaalde ze in 1998, 1999 en 2000 het Europees Kampioenschap voor clubteams. In 2004 verhuisde ze naar de Sparks en won in dat jaar wederom de Europese titel alsmede het Nederlands Kampioenschap van 2004 tot 2006.
Bouma kwam tussen 1997 en 2006 uit voor het Nederlands damessoftbalteam als achtervanger waarmee ze deelnam aan twee Europese kampioenschappen, twee Canada Cups, 3 Nations Challenge Cups en een Wereldkampioenschap.
Tijdens en na haar actieve topsportcarrière was zij coach voor vele jeugdteams, zowel softbal als honkbal. In 2007 werd ze hoofdcoach en manager in de Nederlandse hoofdklasse voor het damesteam van Sparks. In het dagelijks leven is Bouma afgestudeerd als medisch bioloog en tevens als arts.